# Mlinci

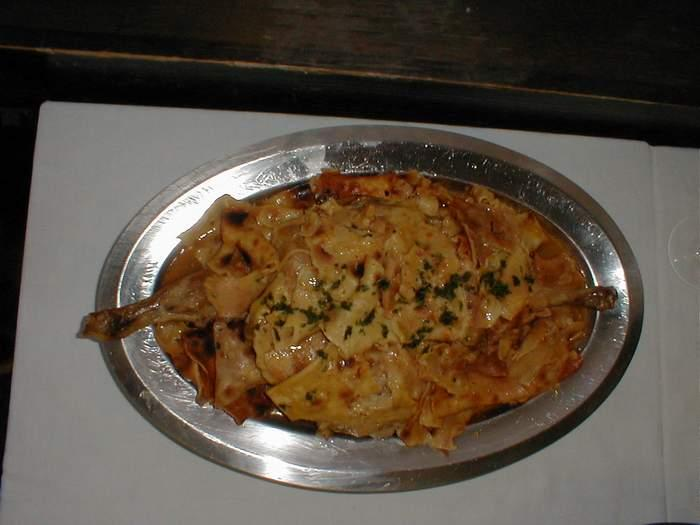
Du mlinci avec du poulet rôti et sa sauce.

Le mlinci est un pain plat originaire d'Europe centrale.
On en trouve en Croatie, Slovénie, Italie (Frioul-Vénétie julienne) et en Serbie (Voïvodine).